# Благовещение Богородично (Разлог)
„Свето Благовещение Богородично“ е българска православна църква, главен храм на град Разлог, България. Построена е по образец на Варненската митрополия и е един от най-представителните храмове в Пиринския край.

## История
Към края на XIX век съществуващата в Мехомия църква „Свети Георги“, построена в 1834 година, става малка за нуждите на нарасналото българско население в градчето. Иконом Никола Ангелов Опашков оглавява инициативата за изграждане на нов храм. В 1909 година търговецът Никола Каназирев дарява на Мехомийската българска община нива за построяване на нова църква.
След освобождението на Разлога в 1912 година е създаден инициативен комитет за изграждане на новия храм, подпомогнат от местната власт. Отец Коста Савев Чилев внася предложението на епархийския наместник свещеник Коста Коев до министъра на държавните имоти за дарение на земята за храм „Св. св. Кирил и Методий“ и приют със сиропиталище и старопиталище към него. Градежът започва в същата 1914 година, но е прекъснат и по-късно възобновен. На 1 октомври 1926 година е решено църквата да носи името „Благовещение Богородично“. Проектант е архитект Борис Жабленов, чийто брат е първият аптекар в Мехомия.
Новата църква е осветена на 5 ноември 1939 година от митрополит Борис Неврокопски. Църквата има застроената площ 710 m2. Дворът е почти 4 декара. Иконописването на олтара е дело на Стефан Юлиевич Шарич от София. Цялостното ѝ изографисване приключва в 2000 – 2008 година от екип художници реставратори, начело със Здравка Чобанова от Разлог.
Камбанарията е висока 26 m. Благой Максимов поема разходите за два големи свещника и три камбани с надпис „Дарение от братя Благой, Михаил и Георги Иванови Максимови“. Най-голямата камбана е 300 kg, средната – 118 kg, а малката – 75 kg. Изработени са от висококачествена мед и английски калай и тоново построени ре, фа, сол.